# Love Wins in the End
Love Wins in the End è un cortometraggio muto del 1912 diretto da Warwick Buckland.
Si conoscono pochi dati del film che, prodotto dalla Hepworth, fu distrutto nel 1924 dallo stesso produttore, Cecil M. Hepworth. Fallito, in gravissime difficoltà finanziarie, il produttore pensò in questo modo di per poter almeno recuperare il nitrato d'argento della pellicola.

## Trama
Licenziato, un ex manager vagabonda per le strade. Salverà l'ex fidanzata, aggredita da un datore di lavoro in fregola.

## Produzione
Il film fu prodotto dalla Hepworth.

## Distribuzione
Distribuito dalla Hepwix, il film - un cortometraggio in una bobina  - uscì nelle sale cinematografiche britanniche il 22 agosto 1912.